# Ambacher Bach
Der Ambacher Bach ist ein Bach im Landkreis Freising in Oberbayern, der in die Amper mündet. Der Bach ist 10,9 Kilometer lang und hat ein Einzugsgebiet von 13,77 Quadratkilometern. Er fließt durch die Gemeinden Zolling, Wang und Moosburg an der Isar.

## Verlauf
Der Ambacher Bach entspringt am Südrand des Zollinger Ortsteils Oberappersdorf auf eine Höhe von 490 m ü. NHN. Der Bach fließt zunächst in Richtung Osten und beginnt bei Unterappersdorf einen Bogen in Richtung Südosten. Bei dem Moosburger Ortsteil Pillhofen mündet er auf einer Höhe von 409 m ü. NHN von links in die Amper.
Da nur wenige hundert Meter neben dem Ambacher Bach im Südwesten der Marchenbach und im Nordosten der Haselbach zur Amper hin entwässern, hat der Ambacher Bach nur relativ kleine Zuflüsse.